# Бурлук (Волгоградская область)
Бурлук — село в Котовском районе Волгоградской области, административный центр Бурлукского сельского поселения.
Население — 711 (2010)

## История
Основано в конце XVII веке переселенцами из Пензенской губернии. Во второй половине XVIII века прибыли переселенцы из Тамбовской губернии. Согласно Историко-географическому словарю Саратовской губернии, составленном в 1898-1902 годах, Бурлук, также Богородское, Камзала - волостное село Бурлукской волости Камышинского уезда Саратовской губернии. Жители - бывшие государственные крестьяне, великороссы, православные. Первая церковь построена в первой четверти XVIII века. Казанская церковь освящена в 1765 году (сгорела в 1819 году). В 1820 году построена новая церковь. Земская школа открыта в 1861 году, волостное правление - в 1876 году, школа грамотности - в 1890 году. В селе имелась земская почтовая станция.
В 1867 году Бурлукское общество было наделено 5906,5 десятин удобной и 1880,5 десятин неудобной земли. Общество также арендовало землю у казаков Александро-Невской станицы. Помимо сельского хозяйства, жители занимались промыслами (производством горшков. саней и т.д.)
С 1928 года — в составе Красноярского района Камышинского округа Нижне-Волжского края, с 1935 года в составе Молотовского района (в 1957 году переименован в Красноярский район) Сталинградского края (с 1936 года — Сталинградской области, с 1961 года — Волгоградской области). С 1963 года — в составе Котовского района.

## География
Село находится в степной местности, в пределах Приволжской возвышенности, являющейся частью Восточно-Европейской равнины, на правом берегу реки Бурлук, на границе западных отрогов Доно-Медведицкой гряды и поймы реки Медведицы. Высота центра населённого пункта около 110 метров над уровнем моря. К западу от села высота местности постепенно увеличивается, достигая 140 и более метров над уровнем моря. Склоны Доно-Медведицкой гряды изрезаны оврагами. В пойме Медведицы - пойменные леса. Почвы - чернозёмы солонцеватые и солончаковые, в пойме Медведицы - пойменные почвы.
Автомобильной дорогой с твёрдым покрытием село Бурлук связано с посёлком Красный Яр (24 км). По автомобильным дорогам расстояние до районного центра города Котово — 63 км, до областного центра города Волгоград — 280 км.
Климат
Климат умеренный континентальный (согласно классификации климатов Кёппена — Dfa). Многолетняя норма осадков — 432 мм. Наибольшее количество осадков выпадает в июне — 50 мм, наименьшее в марте — 22 мм. Среднегодовая температура положительная и составляет + 6,6 °С, средняя температура самого холодного месяца января −9,8 °С, самого жаркого месяца июля +22,3 °С.
Часовой пояс
Бурлук, как и вся Волгоградская область, находится в часовой зоне МСК (московское время). Смещение применяемого времени относительно UTC составляет +3:00.

## Население
Динамика численности населения по годам:
| 1858 | 1860 | 1886 | 1891 | 1894 | 1897 | 1911 | 1987 | 2002 |
| ---- | ---- | ---- | ---- | ---- | ---- | ---- | ---- | ---- |
| 2190 | 2221 | 2741 | 2898 | 3071 | 2907 | 3325 | ≈870 | 775  |

| 2010 |
| ---- |
| 711  |

| Численность населения | Численность населения | Численность населения | Численность населения |
| --------------------- | --------------------- | --------------------- | --------------------- |
| 2016                  |                       |                       |                       |
| 734                   |                       |                       |                       |
|                       |                       |                       |                       |